# 戴星草属
戴星草属（学名：Sphaeranthus）是菊科下的一个属，为一年生、粗壮草本植物。该属共有约40种，分布于热带非洲、亚洲和澳大利亚。